# ロスエネルゴアトム
ロスエネルゴアトム（ロシア語: РосЭнергоАтом、ラテン文字表記の例：Rosenergoatom）は、ロシアの民生用原子力発電企業であり、アトムエネルゴプロムの子会社である。

## 会社概要
1992年9月7日ロシア大統領令第1055号で「ロシア連邦の原子力発電所を運営する」ことが決定した。2001年9月8日ロシア連邦政府は政令で全国の民間原子力発電所をロスエネルゴアトムの傘下に置くことを決定した。2007年1月19日ロシア議会は、原子力に関する新法を制定し、民間原子力産業の持株会社アトムエネルゴプロムが設立された。ロスエネルゴアトムは核燃料制作供給企業TVEL、ウラン取引企業テフスナブエクスポルト（Tenex）、核施設建設企業アトムエネルゴマシ、核計画建設企業アトムストロイエクスポルトとともにアトムエネルゴプロムのグループ企業となった。
2019年1月現在、ロスエネルゴアトムは原子力発電所10サイト、原子炉35基を管理しており、2030年までに59基まで原子炉を増やす計画がある。さらに北方の沿岸部に水上原子力発電所であるアカデミック・ロモノソフが建設され、運転に取り組んでいる。
その他、ロシア連邦の核燃料製造・供給企業『TVEL』の電気化学プラント『JSC（Joint Stock Company） “PA（Production Association） ECP（Electro Chemical Plant）”』において、核燃料製造の際に使用する「超高純度フッ化水素酸」および「超高純度無水フッ化水素」を製造・販売している（鉄道輸送コンテナ1個分から注文可能）。